# Кривбасс (женский футбольный клуб)
Кривбасс — женский футбольный клуб из города Кривой Рог Днепропетровской области Украины.

## История
Летом 2021 года у николаевского женского футбольного клуба «Ника» начались финансовые проблемы. Руководство «Кривбасса» предложило «Нике» партнёрское соглашение. Создавалось две команды, первая, «Кривбасс» — заявилась в Высшую лигу Украины, вторая сохранялась Николаеве, которая с сезона 2021/22 должна была заявиться в первую лигу. В начале июля 2021 года был представлен тренерский штаб нового клуба, которую возглавила молдавская специалист Алина Стеценко. Тренировать вратарей в криворожском клубе начал бывший игрок одесского «Черноморца», узбекский вратарь Сергей Смородин.
13 июля 2021 года ЖФК «Кривбасс» объявил о подписании первых 13-и футболисток, 12 из которых — бывшие игроки «Ники».
Первый официальный матч «Кривбасс» сыграл 31 июля 2021 года в ничейном (1:1) домашнем поединке 1-го тура Высшей лиги против «Восхода» . Дебютную победу в чемпионате команда одержала во втором туре против львовских «Карпат» (4:0).
В сезоне 2022/23 ЖФК «Кривбасс» смог навязать борьбу за чемпионство полтавской «Ворскле», но в конце сезона занял второе место, получив серебряные медали чемпионата. Капитаном команды была Ирина Кочнева, а после её окончания профессиональной карьеры, капитаном стала Даяна Семкив.
В сезоне 2023/24 «Кривбасс» дебютировал в квалификации Лиги чемпионов УЕФА. 6 сентября 2023 в шведском городе Линчёпинге ЖФК «Кривбасс» провёл первый еврокубковый матч против ЖФК «Париж», в котором проиграл со счётом 4:0.
После первого круга в чемпионате Украины сезона 2023/24 «Кривбасс» был лидером турнирной таблицы, но после зимнего перерыва команду покинула большая группа игроков и персонала. Среди них: лучшая бомбардирка в истории команды Полина Янчук, защитницы Ольга Басанская, Леся Ольхова и Руслана Левченко, полузащитница Эвелина Купцова защитница Кристине Алексанян, египетская полузащитница Али Махира, ивуарийская защитница Фату Кулибали и китайский вратарь Жу Менгди. Завершил сезон «Кривбасс» на третьем месте.

## Спортивные достижения
Высшая лига Украины:
Вице-чемпион: 2022/23
Бронзовый призёр: 2023/24
Кубок Украины:
Финалист: 2023